# Puteaux SA 18

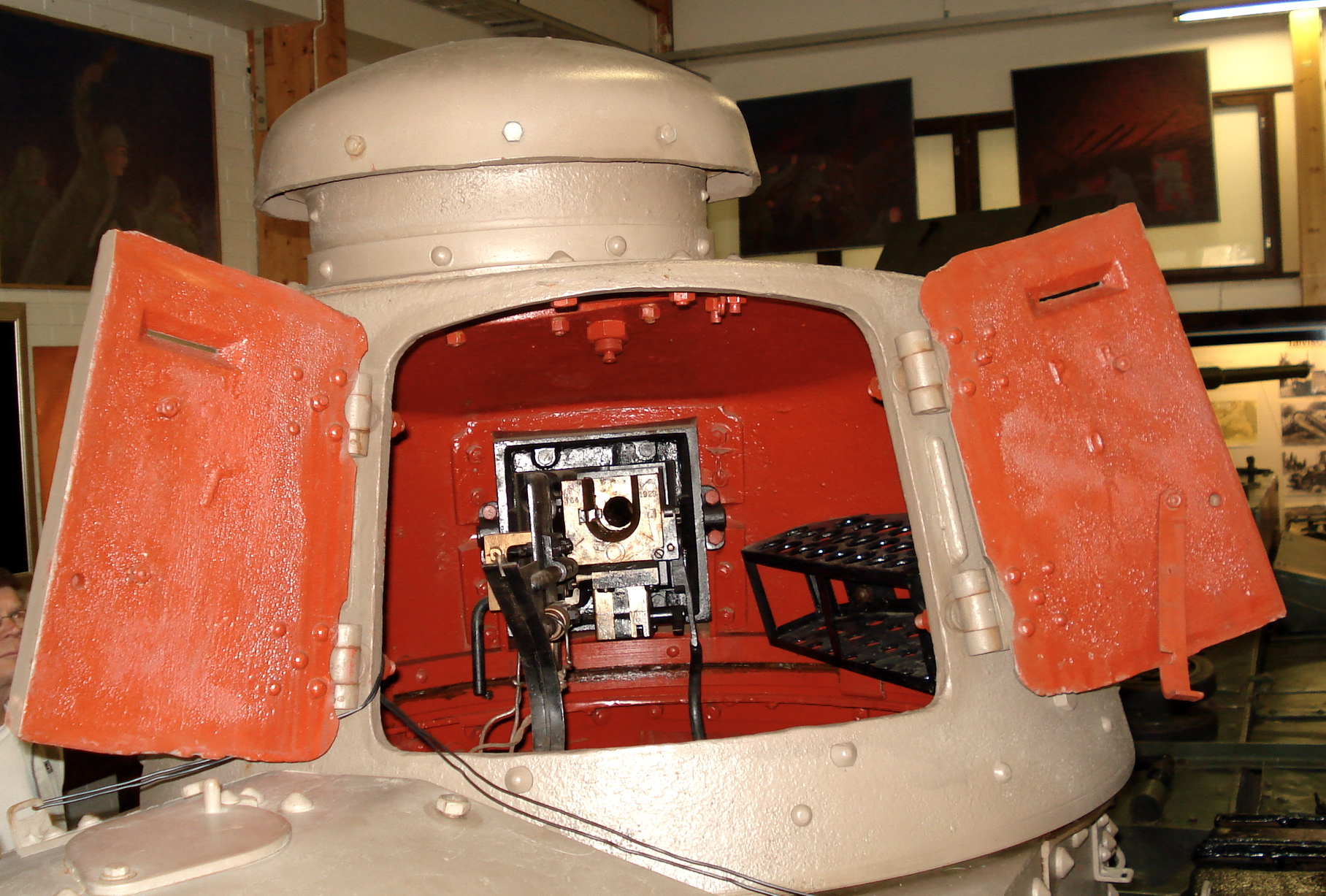
Puteaux SA 18 nella torretta di un Renault FT

Il Puteaux SA 18 era un cannone per carri armati e veicoli blindati francese, impiegato durante le due guerre mondiali e in altri conflitti da diversi paesi del mondo.

## Storia
Il pezzo era progettato per l'impiego contro le fanterie e contro i nidi di mitragliatrici, poiché la bassa velocità alla volata ne impediva l'impiego anticarro. Anche se la capacità di penetrazione era bassa, fino alla fine del 1939 era sufficiente contro i veicoli blindati leggeri.

## Tecnica
Il Puteaux SA 18 era un'arma a colpo singolo, di costruzione semplice, con un alto rateo di fuoco possibile grazie all'otturatore semiautomatico: dopo lo sparo, l'otturatore si apriva ed espelleva il bossolo automaticamente. Il cannone era manovrato da un solo artigliere ed era semplice da usare, con un basso tasso di inceppamenti. Il puntamento avveniva tramite organi di mira separati da 1×, sul lato sinistro dell'arma.
Il cannone divenne l'armamento principale standard dei carri armati leggeri francesi, venendo installato sul carro Renault FT della prima guerra mondiale. Durante la seconda guerra mondiale armava i carri Renault R35, Hotchkiss H35 e derivati, FCM 36 e diversi tipi di autoblindo, come la AMD Laffly 50 e la AMC Schneider P16.
L'Esercito polacco utilizzò il wz. 18 Puteaux sui carri importati dalla Francia Renault FT e R35 e Hotchkiss H35, sulle autoblindo Peugeot Mle 1914 e sulle autoblindo di produzione nazionale Samochód pancerny wz. 28, wz. 29 e wz. 34, oltre che su imbarcazioni costiere e treni armati.
In Finlandia il pezzo, denominato 37 PsvK/18, armava i Renault FT ed alcuni Vickers 6-Ton.